# آلتين تبه

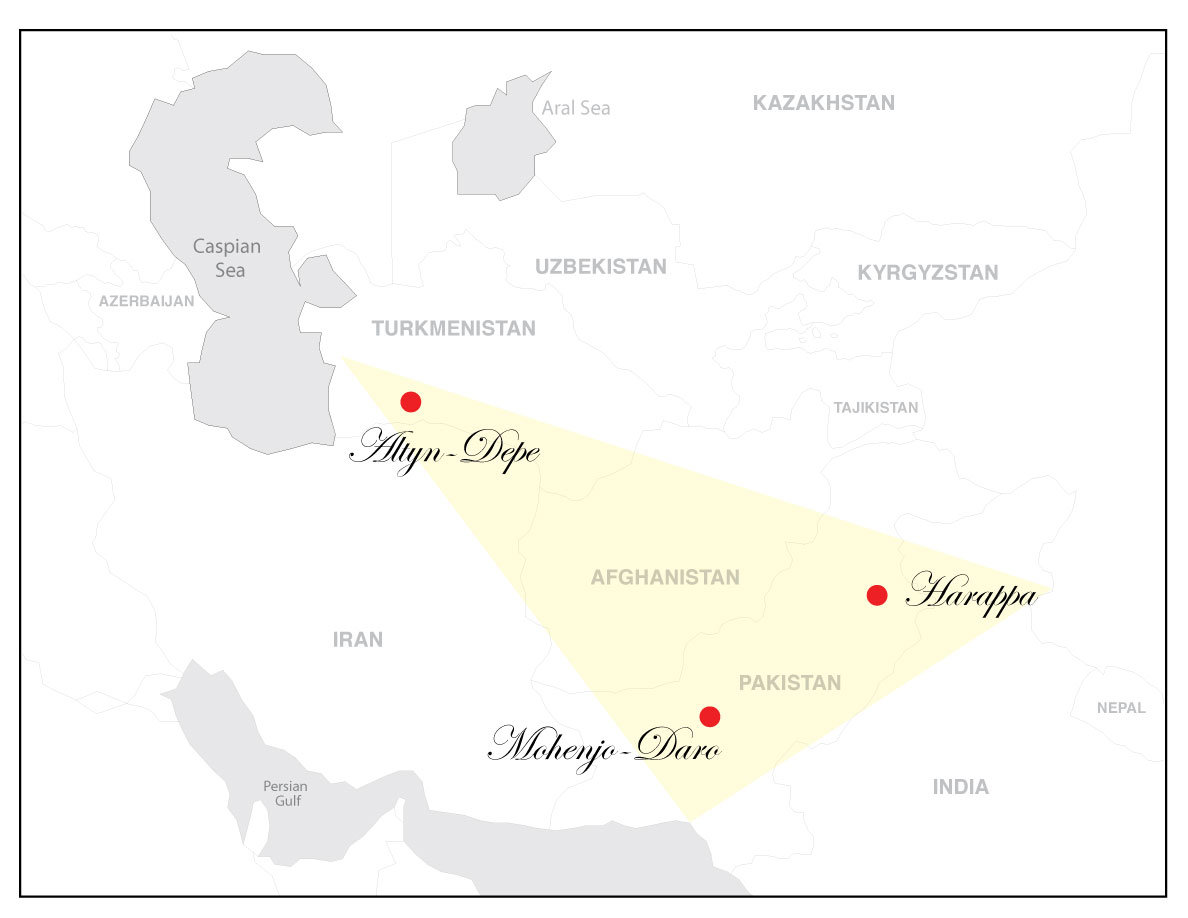
موقع Altyndepe على خريطة الشرق الأوسط الحديثة ، وكذلك حضارات العصر النحاسي الأخرى (هارابا وموهينجو دارو)

آلتين تبه، هو موقع أثري من العصر البرونزي ( BMAC ) في تركمانستان ، بالقرب من عشق آباد، مأهولة أولاً من c. 3200 إلى 2400 قبل الميلاد في عصر الأقلمة المتأخر ، ومن ج. من 2400 إلى 2000 قبل الميلاد في عصر الاندماج كموقع حضري كامل.

## روابط خارجية
- مدخل Altin Tepe في الموسوعة الإيرانية
- "العصر البرونزي في أوراسيا" ، بقلم فاليري بافلوفيتش أليكسييف (1991)
- http://stantours.com/tm_rg_ahal_ad.html